# Хегельмайер, Кристоф Фридрих
Кристоф Фридрих Хегельмайер (нем. Christoph Friedrich Hegelmaier; 1833—1906) — немецкий врач и ботаник, специалист по водным цветковым растениям.

## Биография
Кристоф Фридрих Хегельмайер родился 4 сентября 1833 года в Оберзульме в семье Карла Хегельмайера и его жены Луизы Биндер. Учился в Евангельской семинарии в Маульбронне, затем поступил в Тюбингенский университет, в 1857 году получив степень доктора медицины. До 1862 года работал военным врачом в Ульме, затем изучал ботанику в Берлинском университете с Александром Брауном.
В 1864 году Хегельмайер прошёл хабилитацию в Тюбингене, с 1866 года работал экстраординарным профессором Тюбингенского университета. В 1902 году он был назначен полным профессором.
26 мая 1906 года Кристоф Фридрих Хегельмайер скончался.
Хегельмайер был автором монографии рода Болотник, вышедшей в 1864 году. В ней в последний раз в истории количество видов этого рода было существенно увеличено.
Гербарий Хегельмайера был передан Штутгартскому городскому музею естественной истории.

## Некоторые научные публикации
- Hegelmaier, C.F. Monographie der Gattung Callitriche. — Stuttgart, 1864. — 64 p.
- Hegelmaier, C.F. Die Lemnaceen. — Leipzig, 1868. — 169 p.
- Hegelmaier, C.F. Ueber die Moosvegetation des schwäbischen Jura. — Stuttgart, 1873. — 110 p.

## Виды растений, названные в честь К. Ф. Хегельмайера
- Astragalus hegelmaieri Willk., 1893 [= Astragalus hispanicus Coss. ex Bunge, 1868]
- Iberis hegelmaieri Willk., 1880 [= Iberis carnosa Willd., 1800]
- Linaria hegelmaieri Lange, 1882 [= Linaria depauperata Leresche ex Lange, 1870]
- Salvia ×hegelmaieri Porta & Rigo, 1892